# جوئو (دوره کاماکورا)
جوئو (انگلیسی: Jōō)؛ نام یک عصر تاریخی ژاپنی بود. این عصر بعد از جوکیو و قبل از
گن‌نبن قرار داشت و از آوریل ۱۲۲۲ تا نوامبر ۱۲۲۴ میلادی به طول انجامید. در طی این عصر امپراتور گو-هوریکاوا، امپراتور ژاپن بود.